# ニナ・ガブリリュク
ニナ・ガブリリュク（Nina Vasilyevna Gavrilyuk、ロシア語: Нина Васильевна Гаврылюк、1965年4月13日 - ）は、ソビエト連邦レニングラード（現在のサンクトペテルブルク）出身の元クロスカントリースキー選手。1980年代後半から2000年代前半までソ連およびロシア代表として活躍した。

## プロフィール
ガフリリュクは特にリレー種目で数々の栄誉を得た。
オリンピックでは1988年カルガリー、1994年リレハンメル、1998年長野と3個の金メダル、世界選手権では
1987年、1993年、1995年、1997年、1999年、2001年と計6個の金メダルをすべてリレーで獲得、その他オリンピックで銅メダル1個、世界選手権で銀メダル3個、銅メダル2個を獲得している。
クロスカントリースキー・ワールドカップでは通算5勝（2位10回、3位20回）で1994-1995シーズンに自己最高の総合2位、1998-1999シーズンに総合3位となった。
1996年のホルメンコーレンスキー大会30kmで優勝、またソビエト連邦選手権で2個、ロシア選手権で6個のタイトルを獲得している。